# Northwest School
Die Northwest School war eine amerikanische Kunstrichtung, die ihren Höhepunkt in den 1930er und 1940er Jahren im pazifischen Nordwesten der USA hatte. Sie ist besonders für ihre mystischen und symbolischen Darstellungen der Landschaften Nordamerikas und seiner Kultur bekannt.

## Geschichte
Der Begriff Northwest School wurde durch einen Artikel im Life Magazine im September 1953 mit dem Titel The Mystic Painters of the Northwest geprägt. In diesem Artikel wurden die Künstler Guy Anderson, Kenneth Callahan, Morris Graves und Mark Tobey als die „großen Vier“ hervorgehoben, die als zentrale Figuren dieser Bewegung gelten. Ihre Werke zeichnen sich durch eine tiefe Verbundenheit mit der Natur und einen spirituellen Zugang zur Kunst aus.

## Architektur
Die Bewegung beeinflusste nicht nur die Malerei, sondern auch andere Kunstformen und die Architektur in der Region. Einige Gebäude und Strukturen im pazifischen Nordwesten spiegeln die ästhetischen Prinzipien der Northwest School wider, indem sie natürliche Materialien und Formen verwenden, die die Harmonie mit der umgebenden Landschaft betonen.

## Künstler

### Big Four
- Guy Anderson (1906–1998)
- Kenneth Callahan (1905–1986)
- Morris Graves (1910–2001)
- Mark Tobey (1890–1976)

### Assoziierte Künstler
- Doris Totten Chase (1923–2008)
- William Cumming (1917–2010)
- Richard Gilkey (1925–1997)
- Paul Horiuchi (1906–1999)
- Clayton James (1918–2016)
- William Ivey (1919–1992)
- Helmi Juvonen (1903–1985)
- Leo Kenney (1925–2001)
- John Franklin Koenig (1924–2008)
- Philip McCracken (1928–2021)
- Neil Meitzler (1930–2009)
- Carl Morris (1911–1993)
- Hilda Grossman Morris (1911–1991)
- Ambrose McCarthy Patterson (1877–1966)
- Mary Randlett (1924–2019)
- Jay Steensma (1941–1994)
- George Tsutakawa (1910–1997)
- Windsor Utley (1920–1989)
- James W. Washington Jr. (1909–2000)
- Wesley Wehr (1929–2004)